# 1986年柏林迪斯科舞厅爆炸案
1986年柏林迪斯科舞厅爆炸案是指1986年4月5日，西柏林弗里德瑙的一家夜總會发生爆炸，造成3人死亡、229人受伤。该夜總會是美国士兵经常光顾的地方； 两名死者和79名伤者是美國人。 
美國聯邦政府指责利比亚幕後支持这起爆炸事件，事件發生十天后，美国总统罗纳德·里根下令对利比亚的黎波里和班加西發動空襲（1986年美国空袭利比亚）。 然而爆炸发生后，有人質疑幕後兇手並非是利比亞當局。1987年，西德負責调查爆炸的小组负责人表示，没有证据表明利比亚是此次爆炸的策劃者。 21世紀初，有調查機構表示爆炸事件是由“利比亚情报局和利比亚大使馆策划”，但事件與卡扎菲無關。 